# Антоново (Можайский район)
Антоново — деревня в Можайском районе Московской области в составе сельского поселения Бородинское. Численность постоянного населения по Всероссийской переписи 2010 года — 11 человек. До 2006 года Антоново входило в состав Синичинского сельского округа.
Деревня расположена в северо-западной части района, примерно в 23 км к северо-западу от Можайска, у истока безымянного ручья, впадающего в Можайское водохранилище, высота центра над уровнем моря 212 м. Ближайший населённый пункт — Крылатки, в 1 км восточнее. Через деревню проходит региональная автодорога 46Н-05489 Бородино — Бабынино.